# Shot Online
Shot Online ist eine Golfsimulation, die von Spielern gleichzeitig über das Internet gespielt werden kann. Das Spiel wurde von der Koreanischen Firma Onnet entwickelt, welche auch die englische Version des Spiels über ihr eigenes „GamesCampus“-Portal vertreiben. Den Vertrieb der deutschen und anderer europäischer Sprachversionen übernimmt seit Oktober 2010 die deutsche Tochter OnNet Europe GmbH.

## Geschichte
Shot Online wurde ursprünglich für den koreanischen Markt entwickelt und wurde später vom amerikanischen Arm des Entwicklers OnNet auch in den USA vertrieben. Das Spiel erschien erstmals im Jahr 2004 und war direkt als kostenloser Download verfügbar. Die erste deutsche Version folgte dann im zweiten Quartal 2007 über den deutschen Publisher gamigo AG. Im amerikanischen Handel ist seit 2006 eine Box-Version erhältlich. Auch in Deutschland ist seit dem Juli 2008 eine Box-Version im Handel erwerbbar, die vom Publisher als Special Edition bezeichnet wird. Seit Mitte Oktober 2010 wird Shot Online auf dem europäischen Markt von Games Campus EU bzw. OnNet Europe betreut.

## Spielablauf
Zum Spielen wird ein Client-Programm benötigt, welches entweder beim jeweiligen Publisher heruntergeladen oder im Handel gekauft wird. Da letztere im Gegensatz zur Download-Version kostenpflichtig ist, bietet sie je nach Publisher exklusive Vorteile. Zudem wird ein Account beim jeweiligen Anbieterportal benötigt, in dem die Charaktere, der Spielfortschritt und die Gegenstände der Spieler gespeichert werden.
Nachdem sich der Spieler einen Charakter erstellt hat, findet er sich auf einem Vorplatz wieder, auf dem er verschiedene Gegenstände erwerben oder sich mit anderen Spielern treffen kann. Über einen Eingang kommt er dann zu den eigentlichen Golfplätzen, auf denen Spiele für bis zu vier Spieler und über bis zu 18 Löcher gestartet werden können. Zudem können anhand des Spieltyps Kriterien für den Sieg der Partie festgelegt werden. Der jeweilige Sieger bekommt mehr Erfahrungspunkte und Spielgeld als seine Gegenspieler.

### Bedienung und Umwelteinflüsse
Die Steuerung an sich ist eher simpel, setzt allerdings die Beachtung verschiedener Faktoren voraus. Der Spieler wählt zunächst einen Schläger aus, sofern er nicht über einen virtuellen Caddie verfügt, der diese Aufgabe übernimmt, und richtet danach die Schlagrichtung aus. Zusätzlich kann er dem Ball auch einen Drall mitgeben, der dessen Flugbahn abhängig vom Fähigkeitswert des Spielcharakters verändert. Per Tastendruck kann sich der Spieler anzeigen lassen, wo der Ball bei den gewählten Einstellungen, maximaler Kraft und neutralen Umweltbedingungen aufschlagen würde.
Der eigentliche Schlag wird dann durch ein sogenanntes 3-Klick-System ausgeführt. Der Spieler setzt durch einen Klick ein kleines Abbild eines Golfschlägers auf einer Leiste, welche die Schlagstärke darstellt, in Bewegung. Durch einen weiteren Klick wird der Schläger gestoppt und bewegt sich zurück. Nun gilt es ihn durch einen dritten Klick möglichst genau bei der 0 %-Marke der Leiste zu stoppen, um den Ball möglichst genau in die gewählte Richtung zu spielen.
Allerdings müssen beim Ausführen des Schlages auch verschiedene Umwelteinflüsse berücksichtigt werden. So erreichen Schläge bei schlechtem Wetter nicht die maximale Reichweite und Wind lenkt den Ball in der Luft ab. Darüber hinaus ist auch der Untergrund wie zum Beispiel Sand oder tiefes Gras, so wie Gefälle an der Abschlagsstelle für die Flugbahn relevant. Die im Spiel angezeigte Temperatur beeinflusst die Weite des Schlages ebenfalls.

### Charaktere
Derzeit stehen zu Beginn sieben verschiedene Charaktere zur Auswahl. Diese unterscheiden sich nicht nur durch ein individuelles Äußeres, sondern auch durch ihren Fähigkeiten. So hat jede Figur von Beginn an verschiedene Vor- und Nachteile, die der Spieler im Laufe der Zeit allerdings wieder ausgleichen kann.

### Plätze
In Shot Online sind derzeit 20 verschiedene Plätze mit jeweils 18 Löchern, ein Platz mit 9 Löchern und zudem 4 verschiedene "Zufallskurse", bei denen aus den Bahnen der 20 18-Loch-Kurse willkürlich Kurse zusammengestellt werden, verfügbar.
Die Plätze unterscheiden sich durch ihre Schwierigkeit, das "Green Fee", eine bestimmte Menge Spielgeld, die man beim Spielstart bezahlen muss, und die zu erzielenden Erfahrungspunkte bzw. des erspielbaren Spielgeldes (NG). Während sich viele der Kurse an realen Orten orientieren, gibt es auch einige fiktive Plätze wie eine Vulkanlandschaft und im Himmel schwebende Plattformen. Bei einer Platin-Mitgliedschaft entfallen die Platzgebühren.

### Gegenstände
Jeder Spieler kann sich verschiedene Gegenstände für seinen Golfer kaufen. Neben Schlägern und Bällen sind darunter auch zahlreiche Kleidungsstücke wie T-Shirts oder Hüte. Während einige Kleidungsstücke allein die Optik des Charakters verändern, beeinflussen die meisten Gegenstände auch die Charakterwerte positiv oder sorgen für einen schnelleren Levelaufstieg, zum Beispiel "Cyma" (Geldbetrag pro Loch wird verdreifacht) oder Sternzeichen (alle Stats werden um 1/2/4 erhöht).

### Levelsystem
Für jedes gespielte Loch bekommt der Spieler abhängig von seiner Leistung Erfahrungspunkte. Hat er genug davon gesammelt steigt sein Charakter einen Level auf und bekommt Skill-Punkte. Diese können dann auf die vier Werte Stärke, Genauigkeit, Fähigkeit und Ausdauer verteilt werden. Durch stetiges Aufsteigen kann der Charakter so mit der Zeit unter anderem weiter schlagen, oder dem Ball beim Abschlag einen stärkeren Drall mitgeben. Ab einem bestimmten Level wird der Charakter dann vom Beginner zum Amateur (Level 21) und später, nach Ablegen einer Prüfung dann zum Semi-Pro (ab Level 41), Tour-Pro (ab Level 61), Senior (Level 100), Master-Pro (Level 102), RoyalPro (Level 104), großer RoyalPro I (Level 110), großer RoyalPro II (Level 115), NationalPro I (Level 120), NationalPro II (Level 125), NationalPro III (Level 130), WorldPro I (Level 150), WorldPro II (Level 160), WorldPro III (Level 170), Honor Pro (Level 200).
Auf den deutschen Servern gibt es mittlerweile Spieler, die das Level 1800 überschritten haben. Stand: 30. November 2022: höchster Charakter Level 1891.

## Seasons
In unregelmäßigen Abständen bringt Entwickler OnNet ein größeres Update heraus, welches das Spiel in die nächste „Season“ bringt. Diese Updates enthielten bisher stets neue Golfplätze, einen neuen spielbaren Charakter, viele neue Gegenstände sowie spielerische Änderungen. In Deutschland läuft derzeit die dritte Season, die am 9. September 2008 gestartet ist. Neben einigen kleineren Neuerungen wurden mit dem Update der neue weibliche Spielcharakter "Camilla" sowie der auf einer Südseeinsel angesiedelte Golfplatz "Pearl Green Island" hinzugefügt. Die in Deutschland angewandte Zählweise ist allerdings nicht international gültig. Bei den von OnNet vertriebenen Sprachversionen wird das Update, welches stets in der zweiten Jahreshälfte veröffentlicht wird, in jedem Jahr als "Season 2" bezeichnet. Seit dem 22. April 2010 läuft nun auch die Episode 1.5 auf den deutschen Servern. Im August 2012 wurde ein neues Beginner-System veröffentlicht, welches neu erstellte Charaktere automatisch mit einem URD Schlägerset ausrüstet. Auf einem Gildentreffen für französische Spieler im Juli 2012 wurde seitens des Publishers Gamescampus ein neuer Golfplatz angekündigt. Dieser soll sich am "Song Gia Golf Country Club" in Vietnam orientieren und im Herbst 2012 im Rahmen eines neuen Updates veröffentlicht werden.